# إيرني سيمز
إيرني سيمز (بالإنجليزية: Ernie Sims)‏ هو لاعب كرة قدم أمريكية أمريكي، ولد في 23 ديسمبر 1984 في تالاهاسي في الولايات المتحدة.

## وصلات خارجية
- إيرني سيمز على موقع مرجع كرة القدم المحترفة.كوم (الإنجليزية)